# 総代会
総代会（そうだいかい）とは、社団組織において、社員の総数が多数に及び社員総会を開催することが困難な場合において、社員の中から選挙または選出された総代をもって総会に代わる機関として設置される機関のことをいう。

## 相互会社における総代会
保険業法42条以下に規定があり、定款で定めるところにより、社員総会に代わるべき機関として社員のうちから選出された総代により構成される機関であり、任期は4年を越えることはできない。
おおむね、株式会社における株主総会と同等の権限を有する。

## 信用金庫における総代会
定款の定めるところにより、会員の中から公平に選任された総代をもって構成される総代会を設置することができる。任期は3年以内で定款で定める、

## 各種協同組合における総代会
各種協同組合（生協、農協、漁協、中小企業等協同組合等）においても、一定の人数以上の組合員を有する組合にあっては、定款によって総会に代わって組合員の中から選挙で選ばれた総代で構成される総代会を置くことができる。

## 商工会における総代会
会員200人以上の商工会においては、総代会を設置できる。
なお、商工会議所の場合は、創立総会の場合を除いて会員全員で構成する機関はそもそも法律上設置することができず、その代わりに「議員総会」が設置される。